# Metoděj Jílek
Metoděj Jílek (11 juni 2006) is een Tsjechische langebaanschaatser. Jílek wordt getraind door Kalon Dobbin, de broer van oud-langebaanschaatser Shane Dobbin, die een groep schaatsers coacht uit 8 landen. Op het ijs wordt hij bijgestaan door Petr Novák.

## Biografie
Jílek deed tot zijn twaalfde aan downhill-skiën, tot hij een knieblessure opliep. Hierna beoefende hij het skeeleren. Om zich te kunnen plaatsen voor de Olympische Spelen maakte hij de overstap naar het ijs, voor het shorttrack. Na enkele jaren stapte Jílek over naar de langebaan. In seizoen 2021/2022 maakte Jílek zijn debuut als langebaanschaatser. Na het seizoen kreeg hij een aanbod van Livio Wenger om zich aan te sluiten bij het team van Dobbin. Op 10 februari 2023 debuteerde hij op het WK junioren. In seizoen 2023/2024 reed hij in dezelfde maand oktober een tweetal nationale juniorenrecords; op de 3000 en 5000 meter. Op 3 december 2023 verbeterde Jílek het nationale record op de 1500 meter in Collalbo van Milan Sáblik van 11 december 2009. Tijdens het WK Junioren in Hachinohe verbeterde Jílek het nationale record op de 5000 meter.
In seizoen 2024/2025 brak Jílek internationaal door tijdens de eerste internationale wedstrijden op 26 oktober 2024 met het de snelste tijd voor junioren op de 10 kilometer van Sigurd Henriksen van 13.02,53 uit 2022 naar 12.46,56. Hendriksen reed in tegenstelling tot Jílek de tijd in een officiële wedstrijd. In zijn tweede 10 kilometer op 25 januari 2025 reed hij naar de tweede tijd in 12.37,81, een officieel wereldrecord voor junioren.
Op 23 november 2024 won Jílek met zijn 5000 meter in Nagano de B-groep waardoor hij op 30 november 2024 uitkomt in de A-divisie. Een week later bij zijn debuut in de A-divisie behaalt hij een vijfde plaats en zet met zijn 6.12,99 een nieuw wereldrecord voor junioren neer.

## Records

### Persoonlijke records
| Afstand     | Tijd      | Datum            | Baan    |
| ----------- | --------- | ---------------- | ------- |
| 500 meter   | 37,60     | 18 oktober 2024  | Inzell  |
| 1000 meter  | 1.11,36   | 18 oktober 2024  | Inzell  |
| 1500 meter  | 1.44,98*  | 24 februari 2025 | Calgary |
| 3000 meter  | 3.38,80*  | 18 januari 2025  | Calgary |
| 5000 meter  | 6.12,99*  | 30 november 2024 | Peking  |
| 10000 meter | 12.37,81* | 25 januari 2025  | Calgary |

* = nationaal juniorenrecord
(laatst bijgewerkt: 25 januari 2025)

### Wereldrecords
| Nr.  | Afstand       | Tijd     | Datum            | Baan    |
| ---- | ------------- | -------- | ---------------- | ------- |
| jr.1 | 5000 meter    | 6.12,99  | 30 november 2024 | Peking  |
| jr.2 | 3000 meter    | 3.38,80  | 18 januari 2025  | Calgary |
| jr.3 | 10.000 meter* | 12.37,81 | 25 januari 2025  | Calgary |

"* = geen officiële afstand voor junioren

## Resultaten
| Jaar | WK Afstanden                       | Wereldbeker                        | WK Junioren                                                 |
| ---- | ---------------------------------- | ---------------------------------- | ----------------------------------------------------------- |
| 2023 |                                    |                                    | 20e 5000m 13e massastart 10e achtervolging                  |
| 2024 |                                    |                                    | 4e 1500m · 5000m · 15e massastart                           |
| 2025 | 5e 5000m · 10000m · 10e massastart | 26e 1500m 6e 5k/10k 18e massastart | allround · 26e 500m · 5e 1000m · 1500m · 5000m · massastart |